# Azzedine Alaïa
(Azzedine Alaïa)
Azzedine Alaïa (in arabo عز الدين عليّة‎?; Tunisi, 26 febbraio 1935 – Parigi, 18 novembre 2017) è stato uno stilista tunisino.

## Biografia

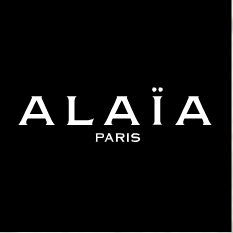
Logo dell'omonima casa di moda.

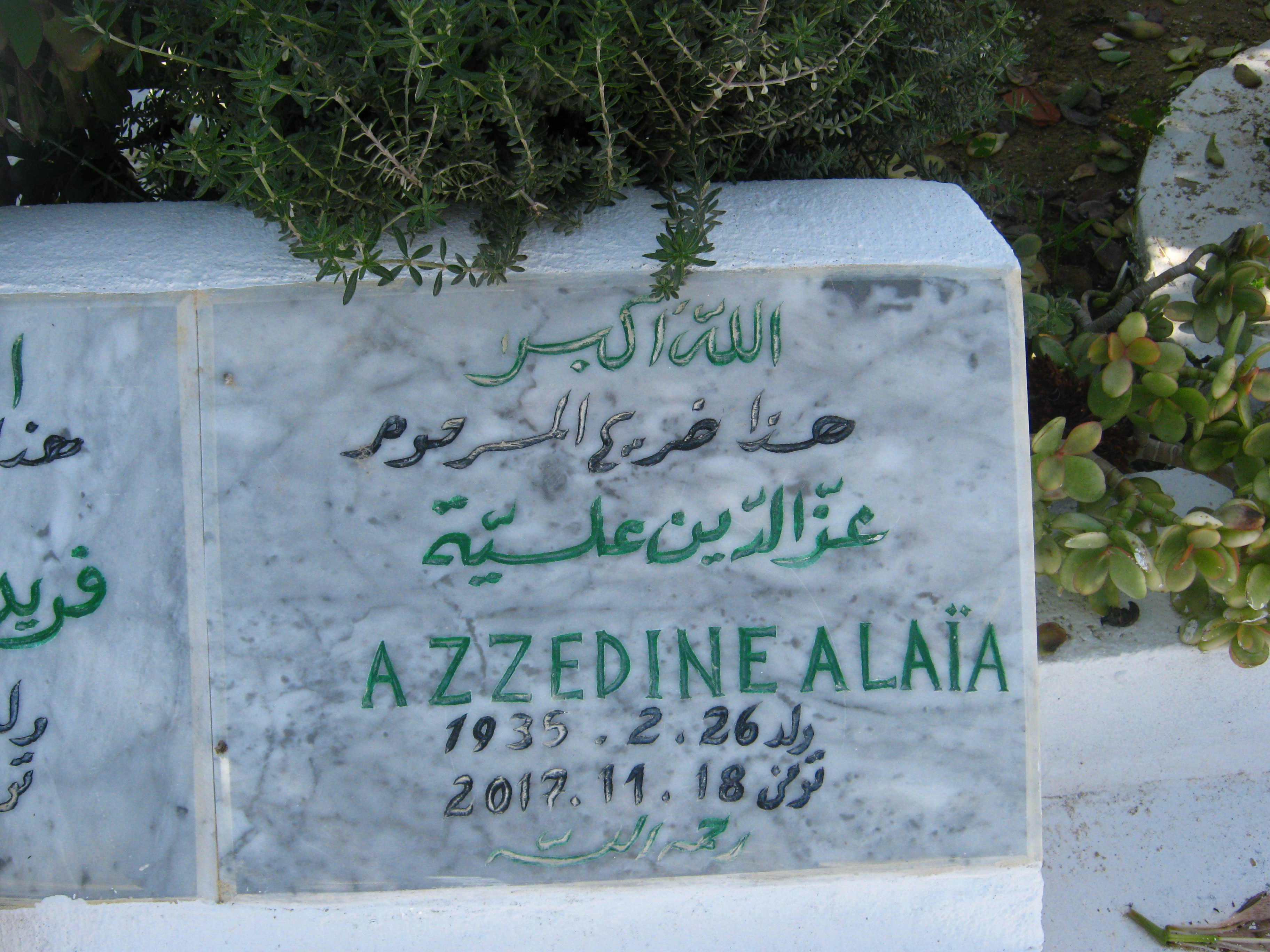
La tomba dello stilista

Nato nel 1935 a Tunisi da due fattori, Azzedine Alaïa aveva una sorella gemella, sua ispiratrice nel tentare la strada della moda. Fu anche influenzato dalla frequente lettura di Vogue. Alaia mentì relativamente alla propria età per avere accesso al locale istituto delle belle arti a Tunisi, dove studiò scultura.
Dopo aver terminato gli studi, Alaïa iniziò a lavorare come assistente di un sarto e nel 1957 si trasferì a Parigi, per lavorare nel campo del design della moda. Qui, Alaïa fu assunto presso Dior, per lavorare con Guy Laroche per due stagioni, a cui seguì Thierry Mugler prima di decidere di aprire il proprio atelier, nell'appartamento in rue de Bellechasse, sulla Rive Gauche della Senna nei tardi anni settanta. Qui per vent'anni Alaïa realizzò gli abiti per diverse donne di spicco dell'alta società francese come Marie-Hélène de Rothschild e Louise de Vilmorin.
Nel 1980 fu prodotta la prima linea di prêt-à-porter dello stilista.
Nel 1984 fu nominato "Miglior stilista dell'anno" e "Miglior collezione dell'anno", durante la cerimonia di premiazione degli Oscar della Moda, indetta dal ministero francese della cultura nel 1984.
Durante la seconda metà degli anni ottanta, grazie all'involontaria sponsorizzazione fornitagli dallo stilista Andrée Putman, le collezioni Alaïa iniziarono ad essere vendute anche negli Stati Uniti.. 
Dal 1988, furono aperte le boutique di Beverly Hills, New York e Parigi, e le creazioni dello stilista iniziarono ad essere sempre più richieste da celebrità come Grace Jones (che indossa i suoi abiti nel film 007 - Bersaglio mobile), Tina Turner, Raquel Welch, Madonna, Brigitte Nielsen, Naomi Campbell, Stephanie Seymour, Carine Roitfeld, Franca Sozzani e Carla Sozzani.
Agli inizi degli anni '90, ispirato dall'emergente musica hip hop e dallo stile street, propose il Total Look Maculato ottenendo un grande successo.
A metà anni novanta in seguito alla morte della sorella, Alaïa scompare dalle scene, pur continuando a lavorare per una clientela ristretta, e producendo le linee di Prêt-à-porter.
Nel 1996 partecipò alla Biennale della Moda a Firenze.
Nel 2000 firmò un accordo con il gruppo Prada, grazie al quale il nome del marchio Alaia sarebbe poi tornato in auge nel luglio 2007.
Nel 2015 espose i suoi abiti scultura a Villa Borghese a Roma ed espresse con un profumo la sua estetica, il profumo Alaïa, creato dal naso di Marie Salamagne, caratterizzato da note di pepe rosa, fresia, peonia, note animalico e muschio. 

### Morte
Morì il 18 novembre 2017 all'età di 82 anni.

## Film dedicati
- Il film Van Gogh - Sulla soglia dell'eternità (At Eternity's Gate) di Julian Schnabel è dedicato a lui.[6]